# 正力松太郎賞
正力松太郎賞（しょうりきまつたろうしょう）は、その年の日本のプロ野球の発展に大きく貢献した人物を対象として贈られる賞。通称は「正力賞」。表彰者には、金メダルと賞金500万円（特別賞は賞金300万円）が与えられ、賞金は読売新聞・日本テレビ両者から提供される。

## 概要
大日本東京野球倶楽部（現在の読売ジャイアンツ）の創設者であり、日本プロ野球の生みの親とされる読売新聞社社主であった正力松太郎の業績を称えて読売新聞社を中心に1977年に創設され、同年より毎年表彰している。正力賞はリーグごとの公式表彰項目ではなく、NPB全体を対象とした公式の表彰に準ずる特別賞である。
対象はプロ野球の発展に大きく貢献した人物（監督・コーチ・選手・審判）とされているものの、実際の受賞者は、その年の日本シリーズで勝利したチームの監督であることが多い。かつては同一チームが連続日本一になった場合に、同じ人物の連続受賞を避けるために選手が受賞する場合もあった。一時期は「来日外国人選手の受賞はできない」と言われた時期もあったが、2017年にデニス・サファテが受賞したことでその不文律は崩れている。また、WBCで日本代表が優勝した際にはいずれも日本代表監督が受賞しているが、2023年はWBC優勝に導いた栗山英樹ではなく、阪神タイガースを38年ぶりの日本一に導いた岡田彰布が受賞している。

### 選考委員会
日本プロ野球コミッショナーから委託された「正力松太郎賞選考委員会」によってシーズン終了後に審議され選出される。2025年2月現在の委員は以下の5人。
- 王貞治（委員長）
- 山本浩二
- 門田隆将（ノンフィクション作家）
- 高田繁
- 辻発彦

## 歴代受賞者一覧
| 年度 | 名前                 | 所属         | 位置     | 備考                                                     |
| ---- | -------------------- | ------------ | -------- | -------------------------------------------------------- |
| 1977 | 王貞治(1)            | 巨人         | 内野手   | 通算本塁打世界記録 セ・リーグMVP                         |
| 1978 | 広岡達朗(1)          | ヤクルト     | 監督     | 日本シリーズ優勝監督                                     |
| 1979 | 西本幸雄             | 近鉄         | 監督     | パ・リーグ優勝監督                                       |
| 1980 | 古葉竹識             | 広島         | 監督     | 日本シリーズ優勝監督                                     |
| 1981 | 藤田元司(1)          | 巨人         | 監督     | 日本シリーズ優勝監督                                     |
| 1982 | 広岡達朗(2)          | 西武         | 監督     | 日本シリーズ優勝監督                                     |
| 1983 | 田淵幸一             | 西武         | 指名打者 | 日本シリーズ優秀選手                                     |
| 1984 | 衣笠祥雄             | 広島         | 内野手   | セ・リーグMVP                                            |
| 1985 | 吉田義男             | 阪神         | 監督     | 日本シリーズ優勝監督                                     |
| 1986 | 森祇晶(1)            | 西武         | 監督     | 日本シリーズ優勝監督                                     |
| 1987 | 工藤公康(1)          | 西武         | 投手     | 日本シリーズMVP                                          |
| 1988 | 門田博光             | 南海         | 指名打者 | パ・リーグMVP（史上最年長での受賞）                      |
| 1989 | 藤田元司(2)          | 巨人         | 監督     | 日本シリーズ優勝監督                                     |
| 1990 | 森祇晶(2)            | 西武         | 監督     | 日本シリーズ優勝監督                                     |
| 1991 | 秋山幸二(1)          | 西武         | 外野手   | 日本シリーズMVP                                          |
| 1992 | 石井丈裕             | 西武         | 投手     | 日本シリーズMVP、パ・リーグMVP                           |
| 1993 | 野村克也             | ヤクルト     | 監督     | 日本シリーズ優勝監督                                     |
| 1994 | 長嶋茂雄             | 巨人         | 監督     | 日本シリーズ優勝監督                                     |
| 1994 | イチロー(1)          | オリックス   | 外野手   | シーズン最多安打NPB記録 パ・リーグMVP                    |
| 1995 | イチロー(2)          | オリックス   | 外野手   | パ・リーグMVP                                            |
| 1996 | 仰木彬               | オリックス   | 監督     | 日本シリーズ優勝監督                                     |
| 1997 | 古田敦也             | ヤクルト     | 捕手     | 日本シリーズMVP、セ・リーグMVP                           |
| 1998 | 佐々木主浩           | 横浜         | 投手     | シーズン最多セーブNPB記録 セ・リーグMVP                  |
| 1999 | 王貞治(2)            | ダイエー     | 監督     | 日本シリーズ優勝監督                                     |
| 2000 | 松井秀喜             | 巨人         | 外野手   | 日本シリーズMVP、セ・リーグMVP                           |
| 2001 | 若松勉               | ヤクルト     | 監督     | 日本シリーズ優勝監督                                     |
| 2002 | 原辰徳(1)            | 巨人         | 監督     | 日本シリーズ優勝監督                                     |
| 2003 | 王貞治(3)            | ダイエー     | 監督     | 日本シリーズ優勝監督                                     |
| 2003 | 星野仙一(1)          | 阪神         | 監督     | セ・リーグ優勝監督                                       |
| 2004 | 伊東勤               | 西武         | 監督     | 日本シリーズ優勝監督                                     |
| 2005 | ボビー・バレンタイン | ロッテ       | 監督     | 日本シリーズ優勝監督                                     |
| 2006 | 王貞治(4)            | ソフトバンク | 監督     | WBC優勝監督                                              |
| 2007 | 落合博満             | 中日         | 監督     | 日本シリーズ優勝監督                                     |
| 2008 | 渡辺久信             | 西武         | 監督     | 日本シリーズ優勝監督                                     |
| 2009 | 原辰徳(2)            | 巨人         | 監督     | WBC優勝監督 日本シリーズ優勝監督                         |
| 2010 | 西村徳文             | ロッテ       | 監督     | 日本シリーズ優勝監督                                     |
| 2011 | 秋山幸二(2)          | ソフトバンク | 監督     | 日本シリーズ優勝監督                                     |
| 2012 | 原辰徳(3)            | 巨人         | 監督     | 日本シリーズ優勝監督                                     |
| 2012 | 阿部慎之助           | 巨人         | 捕手     | セ・リーグMVP                                            |
| 2013 | 星野仙一(2)          | 楽天         | 監督     | 日本シリーズ優勝監督                                     |
| 2014 | 秋山幸二(3)          | ソフトバンク | 監督     | 日本シリーズ優勝監督                                     |
| 2015 | 工藤公康(2)          | ソフトバンク | 監督     | 日本シリーズ優勝監督                                     |
| 2016 | 栗山英樹(1)          | 日本ハム     | 監督     | 日本シリーズ優勝監督                                     |
| 2017 | デニス・サファテ     | ソフトバンク | 投手     | シーズン最多セーブNPB記録 日本シリーズMVP、パ・リーグMVP |
| 2018 | 工藤公康(3)          | ソフトバンク | 監督     | 日本シリーズ優勝監督                                     |
| 2019 | 工藤公康(4)          | ソフトバンク | 監督     | 日本シリーズ優勝監督                                     |
| 2020 | 工藤公康(5)          | ソフトバンク | 監督     | 日本シリーズ優勝監督                                     |
| 2021 | 高津臣吾             | ヤクルト     | 監督     | 日本シリーズ優勝監督                                     |
| 2022 | 中嶋聡               | オリックス   | 監督     | 日本シリーズ優勝監督                                     |
| 2023 | 岡田彰布             | 阪神         | 監督     | 日本シリーズ優勝監督                                     |
| 2024 | 三浦大輔             | DeNA         | 監督     | 日本シリーズ優勝監督                                     |

### 特別賞
| 年度 | 名前        | 所属         | 位置          | 備考 |
| ---- | ----------- | ------------ | ------------- | --- |
| 2004 | イチロー(3) | マリナーズ   | 外野手        | シーズン最多安打MLB記録                                                                                  |
| 2013 | 田中将大    | 楽天         | 投手          | シーズン連勝NPB記録 パ・リーグMVP                                                                        |
| 2021 | 稲葉篤紀    | 野球日本代表 | 監督          | 東京オリンピック金メダル獲得                                                                             |
| 2021 | 大谷翔平(1) | エンゼルス   | 投手 指名打者 | MLBア・リーグシーズンMVP                                                                                 |
| 2022 | 村上宗隆    | ヤクルト     | 内野手        | 史上最年少での三冠王 シーズン本塁打日本人最多記録 セ・リーグMVP                                          |
| 2023 | 栗山英樹(2) | 野球日本代表 | 監督          | WBC優勝監督                                                                                              |
| 2023 | 大谷翔平(2) | エンゼルス   | 投手 指名打者 | ア・リーグ本塁打王 WBC優勝、大会MVP MLBア・リーグシーズンMVP                                             |
| 2024 | 大谷翔平(3) | ドジャース   | 指名打者      | ナ・リーグ本塁打王 MLB史上初のシーズン50本塁打・50盗塁達成 ワールドシリーズ制覇 MLBナ・リーグシーズンMVP |

## 受賞記録
最多受賞は工藤公康の5回で、それに続くのは王貞治の4回である。選手・指導者の両方で受賞しているのは工藤、王に加えて秋山幸二の3人。球団別では、ソフトバンクからの受賞が南海・ダイエー含めて11回で最多。2016年に日本ハム監督の栗山英樹が受賞したことで、現存する12球団と賞制定当時に存在した近鉄の13球団すべてから受賞者が出ている。

### 複数回受賞者（特別賞含む）
| 名前     | 回数 | 年度                         |
| -------- | ---- | ---------------------------- |
| 工藤公康 | 5    | 1987, 2015, 2018, 2019, 2020 |
| 王貞治   | 4    | 1977, 1999, 2003, 2006       |
| 秋山幸二 | 3    | 1991, 2011, 2014             |
| イチロー | 3    | 1994, 1995, 2004             |
| 原辰徳   | 3    | 2002, 2009, 2012             |
| 大谷翔平 | 3    | 2021, 2023, 2024             |
| 広岡達朗 | 2    | 1978, 1982                   |
| 藤田元司 | 2    | 1981, 1989                   |
| 森祇晶   | 2    | 1986, 1990                   |
| 星野仙一 | 2    | 2003, 2013                   |
| 栗山英樹 | 2    | 2016, 2023                   |

### チーム別受賞回数（特別賞含む）
| チーム                         | 回数 |
| ------------------------------ | ---- |
| ソフトバンク（南海・ダイエー） | 11回 |
| 巨人                           | 9回  |
| 西武                           | 9回  |
| ヤクルト                       | 6回  |
| オリックス                     | 4回  |
| 阪神                           | 3回  |
| ロッテ                         | 2回  |
| 広島                           | 2回  |
| 楽天                           | 2回  |
| DeNA（横浜）                   | 2回  |
| 中日                           | 1回  |
| 日本ハム                       | 1回  |
| 近鉄                           | 1回  |
| その他                         | 6回  |